# Miroslav
Miroslav (in tedesco Mißlitz) è una città della Repubblica Ceca facente parte del distretto di Znojmo, in Moravia Meridionale.